# ТатАИСнефть
ООО «ТатАИСнефть» — одна из крупнейших телекоммуникационных компаний на территории Республики Татарстан, основным направлением деятельности которой является предоставление услуг связи.

## История
Управление «ТатАИСнефть» создано в 1973 году на базе конторы связи ПО «Татнефть». В 1994 году, в составе производственного объединения «Татнефть», предприятие акционировалось и стало структурным подразделением ОАО «Татнефть» — управлением по эксплуатации автоматизированных информационных систем «ТатАИСнефть». 1 октября 2009 г. управление реорганизовано в ООО «ТатАИСнефть» и вошло в состав Группы компаний «Татинтек».

## Собственники и руководство
ООО «ТатАИСнефть» входит в состав Группы компаний «Татинтек».
Исполнительный директор компании — Минниханов Камиль Мухамедович.

## Деятельность
ООО «ТатАИСнефть» предоставляет следующие услуги:
- местная телефонная связь;
- внутризоновая телефонная связь;
- предоставление доступа в сеть Интернет;
- IP TV
- кабельное ТВ
- передача данных;
- организация VPN-сетей;
- предоставление в пользование каналов связи;

Кроме того, компания выполняет проектирование и строительство корпоративных сетей связи и сетей связи общего пользования на территории Республики Татарстан.